# Witold Wasilewski (historyk)
Witold Wasilewski (ur. 2 sierpnia 1972 w Warszawie) – polski historyk. Specjalizuje się w dziejach nowożytnych i najnowszych Polski oraz Europy Wschodniej, ze szczególnym uwzględnieniem Rosji i Związku Sowieckiego, w tym zbrodni katyńskiej. 

## Życiorys
Absolwent IH UW (1998). Stopień doktora nauk humanistycznych uzyskał na Wydziale Historycznym Uniwersytetu Warszawskiego. Był wykładowcą Uniwersytetu Kardynała Stefana Wyszyńskiego w Warszawie. Aktualnie pracownik IPN. W 2020 otrzymał w Instytucie Historii im. Tadeusza Manteuffla Polskiej Akademii Nauk na podstawie pracy Mord w Lesie Katyńskim. Przesłuchania przed amerykańską komisją Maddena w latach 1951-1952 stopień doktora habilitowanego. Jest członkiem rady programowej Fundacji im. Janusza Kurtyki. 
Od 2002 radny Dzielnicy Mokotów m.st. Warszawy, w której pełnił szereg funkcji, był m.in. przewodniczącym i wiceprzewodniczącym komisji, a od 2006 do 2018 wiceprzewodniczącym Rady Dzielnicy Mokotów. W czerwca 2025 odznaczony przez Prezydenta RP Srebrnym Krzyżem Zasługi za zasługi w działalności na rzecz samorządu terytorialnego. 
Jest laureatem Nagrody „Przeglądu Wschodniego” za 2020 w kategorii "dzieje Polaków na Wschodzie" za pracę Mord w Lesie Katyńskim. Przesłuchania przed amerykańską komisją Maddena w latach 1951-1952 (Tom 1-3).

## Prace
- Wyprawa bukowińska Stanisława Jabłonowskiego w 1685 roku, Wydawnictwo Neriton 2002, ISBN 83-88973-37-1
- Marian Zdziechowski wobec myśli rosyjskiej,  Wydawnictwo Neriton 2005, ISBN 83-89729-12-1
- Ludobójstwo, kłamstwo i walka o prawdę. Sprawa Katynia 1940-2014, Wydawnictwo LTW 2014, ISBN 978-83-7565-378-6
- Mord w lesie katyńskim. Przesłuchania przed amerykańską komisją Maddena w latach 1951-1952, tom 1, wstęp, wybór i opracowanie Witold Wasilewski, tłumaczenie z języka angielskiego Wacław Jan Popowski, Warszawa 2017, ISBN 978-83-8098-107-2
- Mord w lesie katyńskim. Przesłuchania przed amerykańską komisją Maddena w latach 1951-1952, tom 2, wstęp, wybór i opracowanie Witold Wasilewski, tłumaczenie z języka angielskiego Wacław Jan Popowski, Warszawa 2018, ISBN 978-83-8098-400-4
- Mord w lesie katyńskim. Przesłuchania przed amerykańską komisją Maddena w latach 1951–1952, tom 3, wstęp, wybór i opracowanie Witold Wasilewski, tłumaczenie z języka angielskiego Wacław Jan Popowski, Warszawa 2020, ISBN 978-83-8098-829-3